# Le Tribunal des âmes
Le Tribunal des âmes (titre original : Il tribunale delle anime) est un roman de Donato Carrisi paru en 2011 en italien et traduit en français en 2012 aux éditions Calmann-Lévy. Il constitue le premier opus de la série littéraire Marcus et Sandra de l'auteur. Sont ensuite parus, toujours aux éditions Calmann-Lévy, Malefico (2014) et Tenebra Roma (2017).
C'est le deuxième roman de Donato Carrisi. Il appartient aux genres du thriller et policier et suit l'enquête de Marcus, un pénitencier amnésique, et Sandra, enquêtrice photo pour la police.

## Résumé
À Rome, Marcus, pénitencier amnésique, enquête sur la disparition d’une jeune étudiante qui pourrait être reliée à d’autres crimes non-résolus. En parallèle, Sandra, enquêtrice photo pour la police, part sur les traces des derniers instants de son mari mort il y a cinq mois dans des circonstances étranges. Leurs chemins vont se croiser.

## Critiques
- « À travers Marcus, Carrisi conduit une réflexion passionnante sur le bien et le mal, éclairée par les archives de la Pénitencerie apostolique ». Blaise de Chabalier, Le Figaro littéraire[5].
- « Donato Carrisi nous entraîne dans une nouvelle intrigue labyrinthique à l'atmosphère totalement envoûtante ». Julie Malaure, Le Point[6].

## Éditions
Éditions imprimées
- Donato Carrisi, Il tribunale delle anime, Milan, collection La Gaja scienza, éditions Longanesi, 2011, 462 p.  (ISBN 978-88-304-2822-5).
- Donato Carrisi, Le Tribunal des âmes, Paris, éditions Calmann-Lévy, 2012, 440 p.  (ISBN 978-2702142967).
- Donato Carrisi, Le Tribunal des âmes, Paris, éditions Lgf, 2012, 552 p.  (ISBN 978-2253168751).

Livre audio
- Donato Carrisi, Le Tribunal des âmes, Paris, Audiolib, 2012  (ISBN 978-2356414854). Narrateur : Jean-Michel Vovk